# Antonio Porta Vera
Antonio Porta Vera (Elda 28 de junio de 1919 - Elda 29 de marzo de 2013) fue un empresario y político español, alcalde de su ciudad natal. Es el alcalde más duradero que ha tenido Elda, habiendo permanecido en el cargo durante 17 años, entre 1959 y 1976, cuando se retira voluntariamente de la política para dar paso a la transición democrática.
Porta se encuentra con una ciudad en expansión, en plena ebullición económica y demográfica, pero con muchísimas carencias sociales y urbanas. El modelo de urbanismo de la época ha recibido numerosas críticas. No obstante, bajo su mandato la ciudad experimentará el mayor crecimiento de su historia, tanto a nivel urbanístico, como económico y demográfico. Fue así mismo uno de los principales impulsores, junto a su concejal Roque Calpena, de la Feria Internacional de Calzado, creando así un importante hito para toda España. Impulsó así mismo el CEPEX y el INESCOP, convirtiendo a Elda en la capital española del calzado, y uno de los principales referentes mundiales en la industria zapatera.
- Datos: Q18221172